# Henryk Czyż (1922–1950)
Henryk Czyż, ps. „Burza”, „Zygmunt” (ur. 20 maja 1922 w Wygadance, powiat łucki, zm. 1 sierpnia 1950 w okolicy wsi Suchodoły) – żołnierz Armii Krajowej, Armii Krajowej Obywatelskiej, członek zrzeszenia Wolność i Niezawisłość, członek oddziału partyzanckiego Piotra Burdyna i Jana Sadowskiego.

## Dzieciństwo i młodość
Henryk Czyż urodził się 20 maja 1922 roku we wsi Wygadanka (gmina Poddębice, powiat łucki) w rodzinie Józefa i Marianny z domu Krzepeckiej. Do 1939 roku wraz z rodziną mieszkał we wsi Jasionowo.

## Działalność konspiracyjna
W czasie II wojny światowej walczył w szeregach Armii Krajowej. Po wkroczeniu na Suwalszczyznę Armii Czerwonej kontynuował działalność w konspiracji. Wiosną 1945 roku służył w patrolu Aleksego Łukowskiego (ps. „Zarucki”) Obwodu Suwalskiego Armii Krajowej Obywatelskiej, później w szeregach obwodu Suwałki-Augustów WiN. Od października 1945 roku służył w patrolu plut. Romualda Zabłockiego (ps. „Alibaba”, „Błotnik”) a następnie, po jego rozwiązaniu w kwietniu 1946 roku, w patrolu plut. Wacława Górskiego (ps. „Majster”, „Oko”). 10 września 1946 roku podczas akcji likwidacji milicjanta Piotra Brozio został przypadkowo postrzelony w rękę przez innego członka oddziału. Po leczeniu, w czasie którego przebywał w obozowisku oddziału por. Aleksandra Kowalewskiego (ps. „Bęben”, „Rejtan”) został przydzielony jako sekretarz kancelarii obwodu do patrolu komendanta Obwodu Suwalsko-Augustowskiego WiN-u ogn. Józefa Grabowskiego „Cyklona”. Członkami patrolu byli też dwaj bracia Henryka – Kazimierz (ps. „Wicher”) i Julian Czyż, łącznik.
Ujawnił się 25 kwietnia 1947 roku w Powiatowym Urzędzie Bezpieczeństwa Publicznego w Suwałkach korzystając z ogłoszonej amnestii. Około 1948 roku wyjechał do Wrocławia, gdzie podjął naukę i pracował. 28 lutego 1950 roku został aresztowany przez UB i przewieziony do Suwałk. Oskarżono go o przechowywanie archiwum obwodu i maszyny do pisania. Został przewieziony do Wojewódzkiego Urzędu Bezpieczeństwa Publicznego w Białymstoku, gdzie próbowano pozyskać go jako tajnego współpracownika. 11 maja 1950 roku pod wpływem tortur podpisał zobowiązanie do współpracy i przyjął pseudonim operacyjny „Pożarski”. Ponadto, ze względu na brak zaufania do Henryka Czyża, do współpracy pozyskano Janinę Korzeniecką, mieszkającą w domu jego rodziców, którą z czasem wyposażono w aparat sygnalizacyjny umożliwiający łączność z grupą operacyjną UB-KBW stacjonującą w gminie Jeleniewo.
Henryk Czyż został wypuszczony z więzienia z zadaniem rozpracowania oddziału Piotra Burdyna i Jana Sadowskiego działającego na Suwalszczyźnie oraz odciągnięcia od konspiracji młodszych braci. Otrzymał pseudonim operacyjny „Pożarski”. Natychmiast po dotarciu do obozowiska partyzanckiego poinformował on jednak dowódców grupy o podpisaniu zobowiązania do współpracy. Ze względu na powszechny szacunek i partyzancką przeszłość został przyjęty do oddziału. Pod koniec maja 1950 roku powierzono mu dowództwo jednego z trzech patroli, na które podzielono grupę. Przyjął wtedy pseudonim „Zygmunt”.

## Śmierć

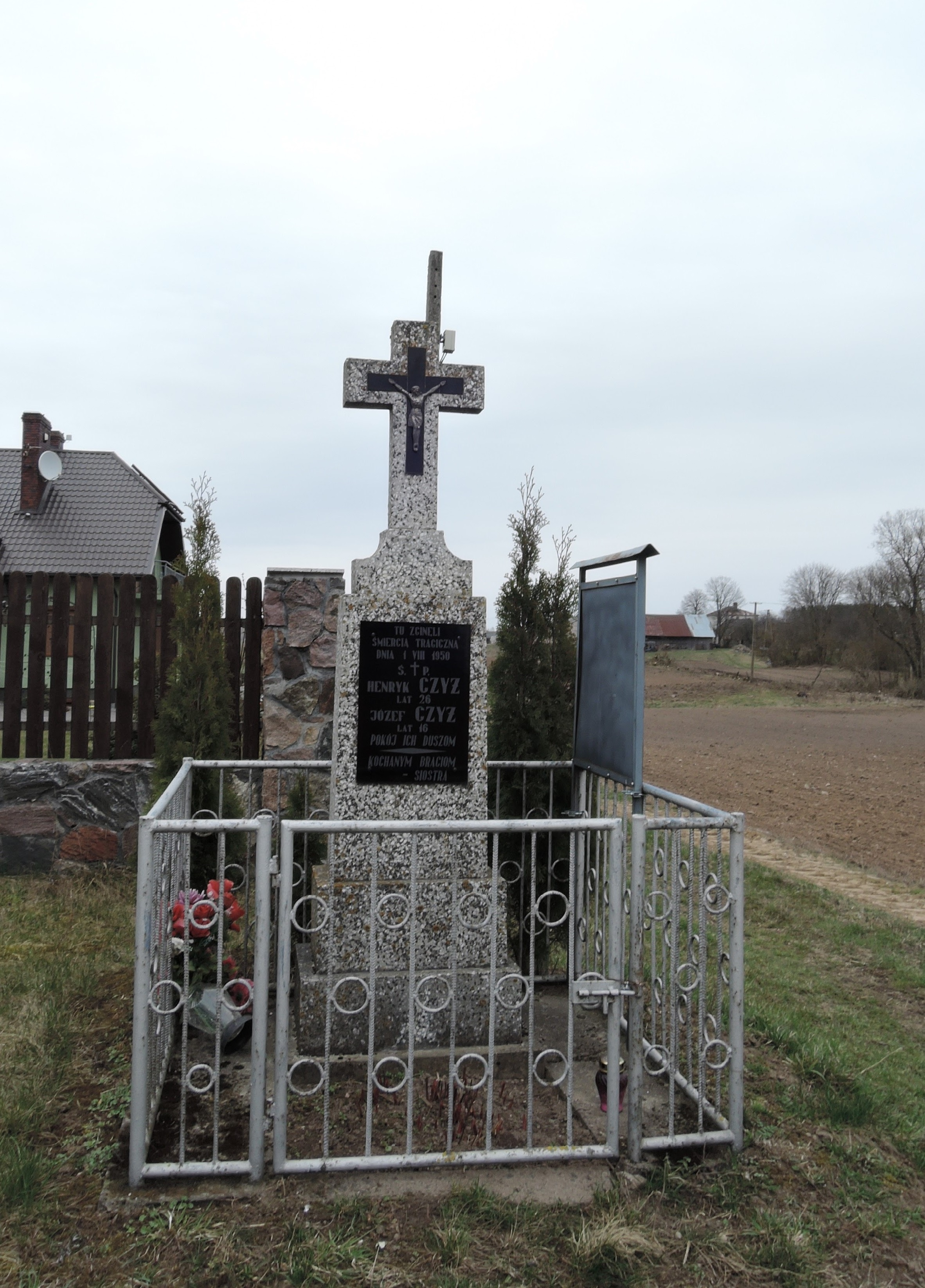
Symboliczny grób Henryka i Józefa Czyżów

W dniach 1-2 lipca 1950 roku połączone patrole Burdyna i Czyża zostały rozbite w wyniku obławy urządzonej przez KBW, MO i UB w okolicy Płociczna. Henryk Czyż wraz z bratem Józefem wydostał się z okrążenia. 1 sierpnia bracia powiadomili przez łącznika rodzinę o swoim miejscu pobytu. Janina Korzeniecka poinformowała o tym oficera prowadzącego z PUBP w Suwałkach. Zorganizował on obławę, w której wzięły udział 3 bataliony KBW. Bracia zdołali przedostać się do wsi Suchodoły. Rannego Henryka na polecenie dobił Józef, który następnie popełnił samobójstwo, detonując granat.
Miejsce pochówku Henryka i Józefa Czyżów nie jest znane. W Suchodołach znajduje się, ufundowany przez siostrę Mariannę, symboliczny grób braci.

## Represje wobec rodziny Czyżów
Brat Kazimierz (ur. w 1925 roku) został skazany na karę śmierci i stracony w 1953 roku, brat Julian (ur. w 1920 roku) został aresztowany 21 czerwca 1950 roku przez PUBP w Suwałkach. Po odmowie współpracy z UB, został usunięty ze stanowiska wójta i skazany na 7 lat więzienia. Siostra Marianna została skazana na 10 lat pozbawienia wolności. Gospodarstwo rodziców było kilkakrotnie ograbiane przez funkcjonariuszy UB w czasie rewizji.

## Odznaczenia
25 lutego 2016 roku bracia Henryk, Józef i Kazimierz Czyżowie zostali pośmiertnie odznaczeni przez Prezydenta RP Andrzeja Dudę Krzyżami Komandorskimi Orderu Odrodzenia Polski, a brat Julian i siostra Marianna Tylenda z domu Czyż, zostali uhonorowani Krzyżami Oficerskimi.